# Schlacht bei Chmielnik
Erster Einfall 1240–41

Sandomierz (1) – Tursko – Chmielnik – Tarczek – Kraków (1) – Ratibor – Oppeln – Liegnitz
Zweiter Einfall 1259–60

Sandomierz (2) – Kraków (2)
Dritter Einfall 1287–88

Łagów – Dunajec – Stary Sącz
In der Schlacht bei Chmielnik besiegte am 18. März 1241 ein mongolisches Heer ein polnisches Ritteraufgebot.

## Schlacht
Die Mongolen begannen den Ersten Einfall in Polen mit zwei Armeen. Eine Vorhut zog nördlich der Weichsel am Südrand des Heiligkreuzgebirges von Sandomierz Richtung Krakau. Die Ritterschaft Kleinpolens sammelte sich, um den Mongolen entgegenzutreten. Das kleinpolnische Heer wurde bereits am 13. Februar 1241 in der Schlacht bei Tursko geschlagen. Der Krakauer Woiwode Włodzimierz konnte zusammen mit dem Kastellanen von Krakau Klemens z Brzeźnicy jedoch erneut eine Streitmacht zusammenstellen und den Mongolen entgegentreten. Baidar Khan befehligte die mongolischen Truppen. Der Schlachtverlauf war ähnlich wie in der Schlacht bei Tursko, die Mongolen täuschten zunächst eine Flucht vor, um die Schlachtordnung des polnischen Heeres aufzureißen, um ihnen sodann in die Flanke zu fallen. Das polnische Heer wurde aufgeteilt und der eine Teil wurde niedergemetzelt während der andere Teil sich nach Norden zurückziehen konnte. Am folgenden Tag kam es zwischen dem verbliebenen polnischen Heer und den Mongolen zur Schlacht bei Tarczek.